# Église Santa Maria Donna Regina Vecchia

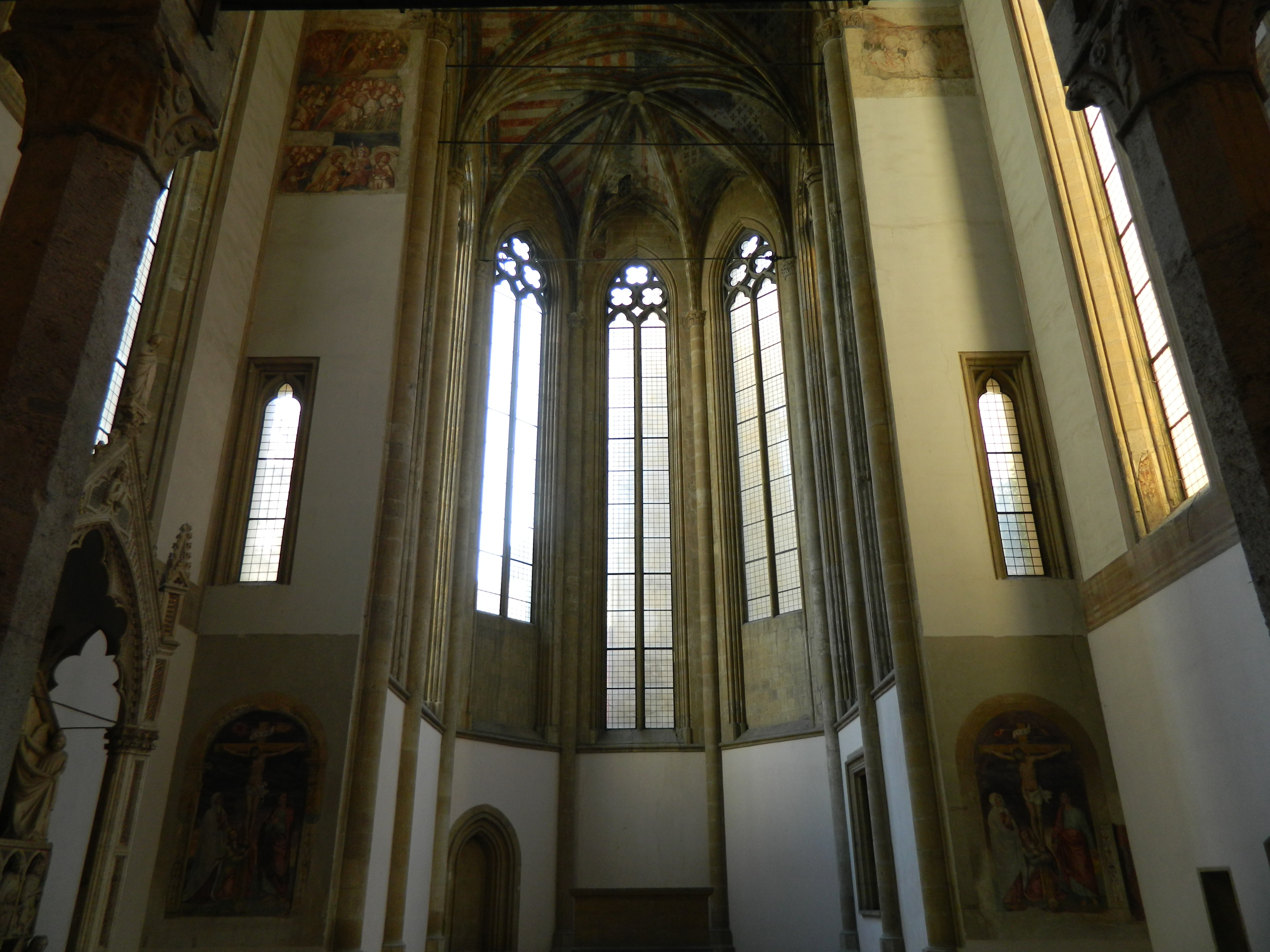
Abside.

Santa Maria Donna Regina Vecchia est une église de Naples, en Italie. Elle s'appelle Vecchia (ancienne) pour la distinguer de l'église plus récente et adjacente de Santa Maria Donna Regina Nuova. 

## Histoire
La première mention d'une église sur ce site remonte à l'an 780 en référence aux religieuses de l'église de San Pietro del Monte di Donna Regina. À cette époque, l'église était tout près du vieux mur de la ville orientale. Les religieuses étaient de l'ordre basilien et, lorsque cet ordre quitta Naples au début du IXe siècle, prononça des vœux bénédictins. En 1264, le pape Grégoire IX donna aux religieuses la permission de rejoindre l'ordre franciscain. 
En 1293, un grave tremblement de terre a causé de grands dommages à la structure d'origine, et la reine Marie de Hongrie, épouse du roi de Naples, Charles II d'Anjou, finança la construction d'un nouveau complexe adjacent à l'ancien. Le nouveau complexe est connu sous le nom de Santa Maria Donna Regina Nuova . 

## Aperçu
Comme San Lorenzo Maggiore, l'autre fondation franciscaine de Naples, Donna Regina est construite dans la variante italienne du style gothique français favorisée par les ordres mendiants du 13e et 14e siècle, avec des arcs pointus, des entrelacs de fenêtres et une abside à facettes, tous surmonté d'un toit en bois à caissons. Dans l'allée de la nef gauche se trouve le tombeau de Marie de Hongrie, commandé par son fils, Robert Ier d'Anjou, après sa mort le 25 mars 1323. Le monument gothique élaboré est l'œuvre du sculpteur et tailleur de pierre siennois Tino da Camaino et d'un artiste napolitain inconnu. Tino a travaillé pour la cour des Anjou entre 1324 et sa mort en 1337; le tombeau date vraisemblablement du milieu des années 1320. Dans sa structure et son programme sculptural, le tombeau de Marie ressemble aux monuments funéraires de Tino en Toscane. Les anges tirent les rideaux pour révéler la figure gisant de la reine, vêtue de l'habit d'une pauvre clarisse, ou religieuse franciscaine, rappelant son soutien financier de longue date au couvent et soulignant ses efforts pour imiter la spiritualité mendiante en général. Les personnages de niche sur le sarcophage représentent les fils de Marie Charles Martel d'Anjou, Louis d'Anjou et Robert lui-même. 
Les fresques du XIVe siècle de Pietro Cavallini (avec son atelier ou certains de ses disciples) et Filippo Rusuti, l'une des pièces les plus importantes de ce siècle à Naples, sont également remarquables. Elles ont été exécutés entre 1307 et 1320 et représentent, sur deux niveaux, des histoires de vie du Christ et des apôtres. Au niveau inférieur se trouvent 17 épisodes de Jésus, 5 de Sainte-Élisabeth et quatre de Sainte-Claire, jumelés à un Jugement Dernier, ce dernier étant certainement attribuable à Cavallini. Dans la partie supérieure, six scènes de sainte Agnès. De la même période, mais par des artistes inconnus, datent les fresques de la Crucifixion sur le mur de gauche et l'Annonciation sur le mur face à l'entrée. 

L'arche triomphale de l'abside a deux fresques avec la Crucifixion ; l'abside conserve des restes de pavement recouverts de majolique provenant d'un atelier napolitain de l'ère angevine (fin du 14e-début du 15e siècle). Est également présent un martyre de sainte Ursule attribué à Francesco da Tolentino (1520). 

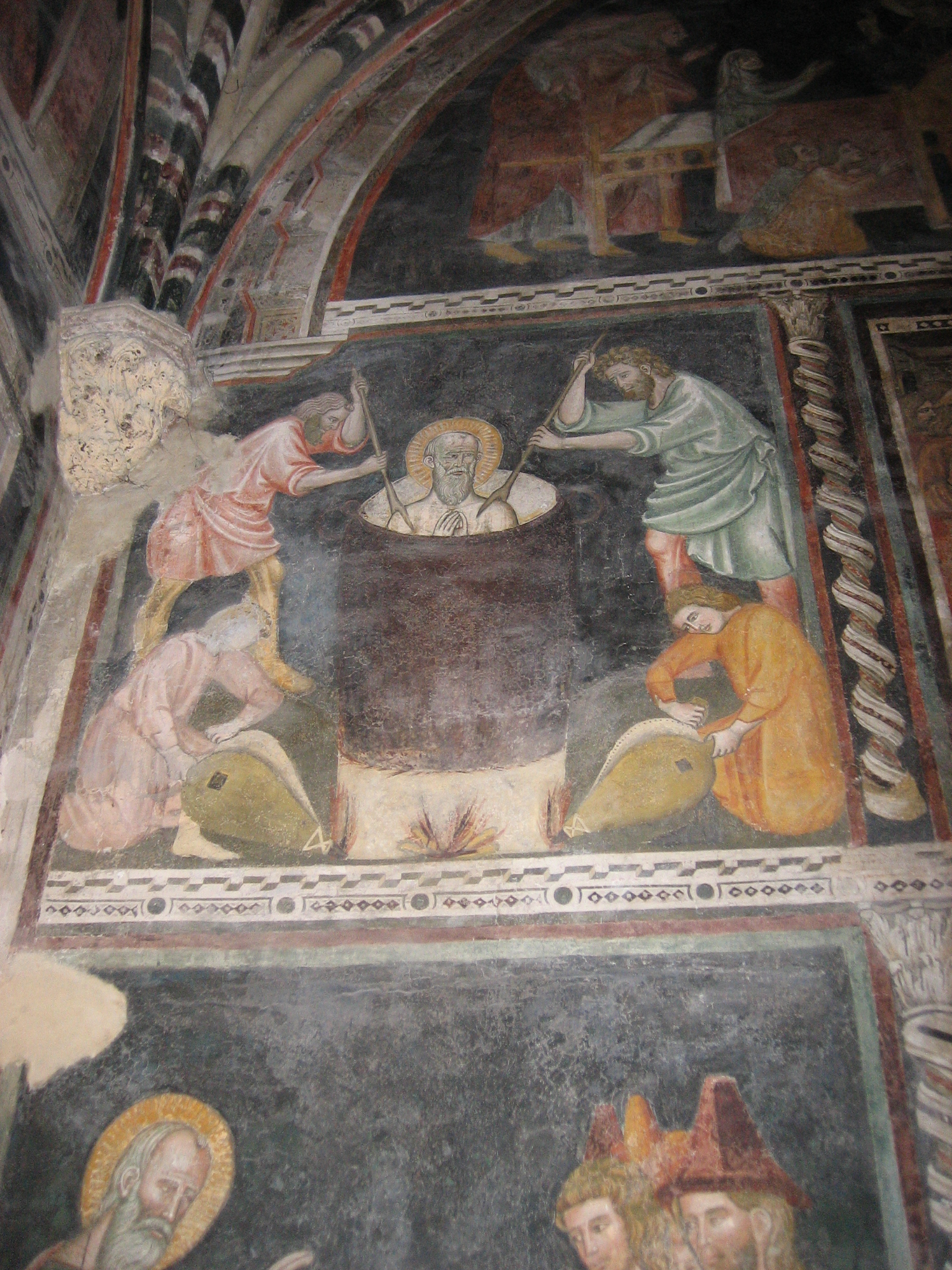
Fresques
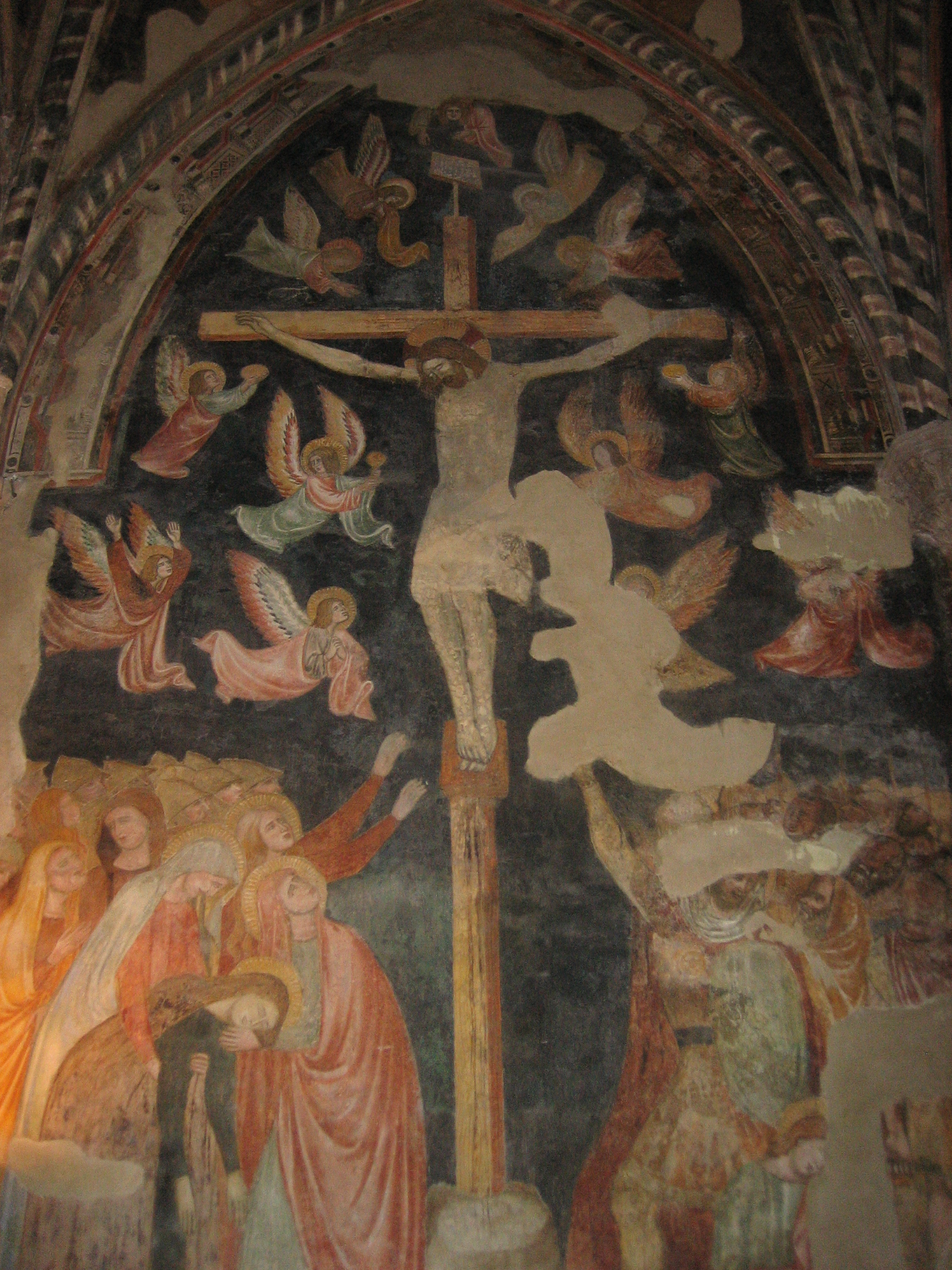
Fresques
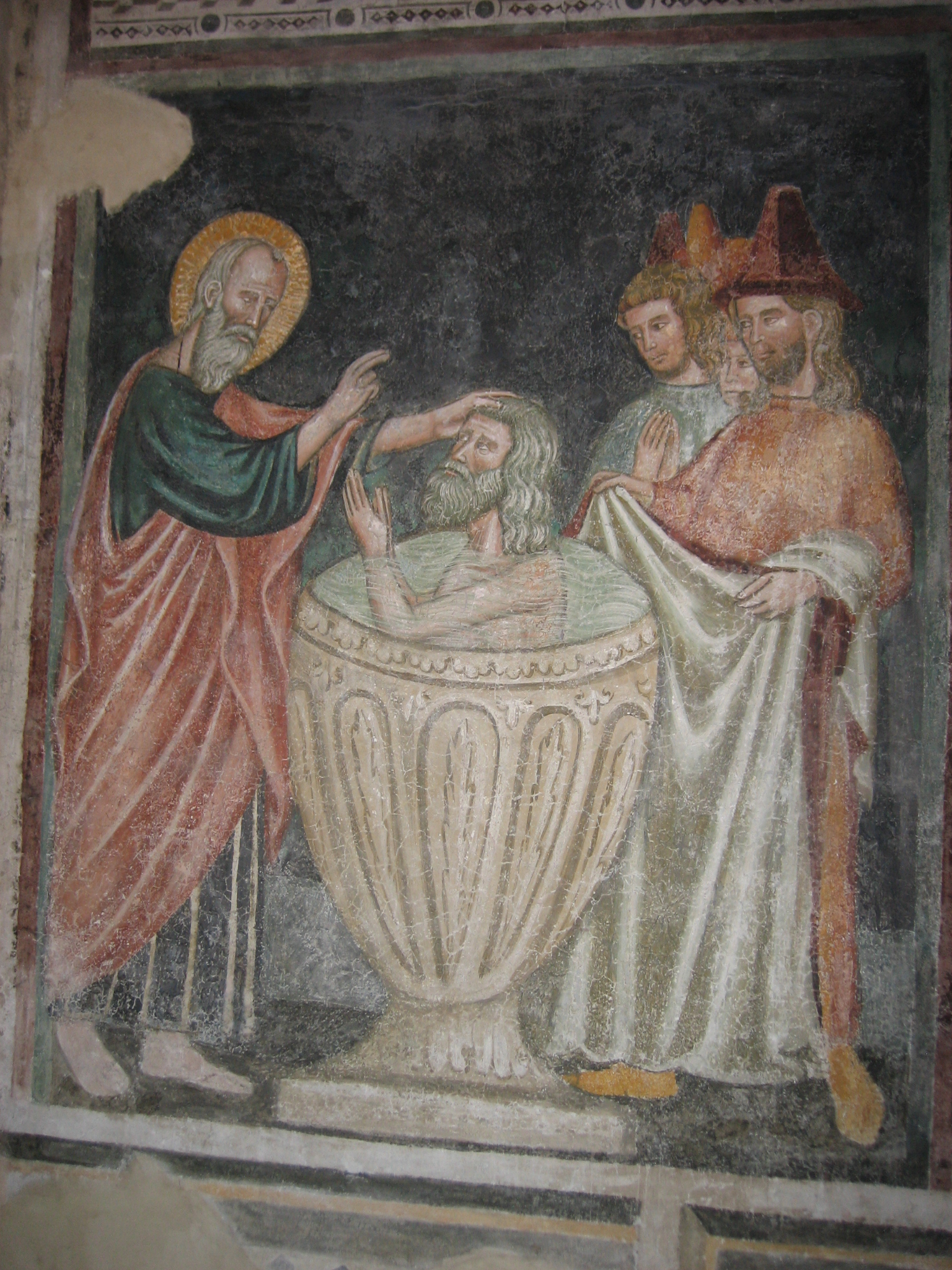
Fresques
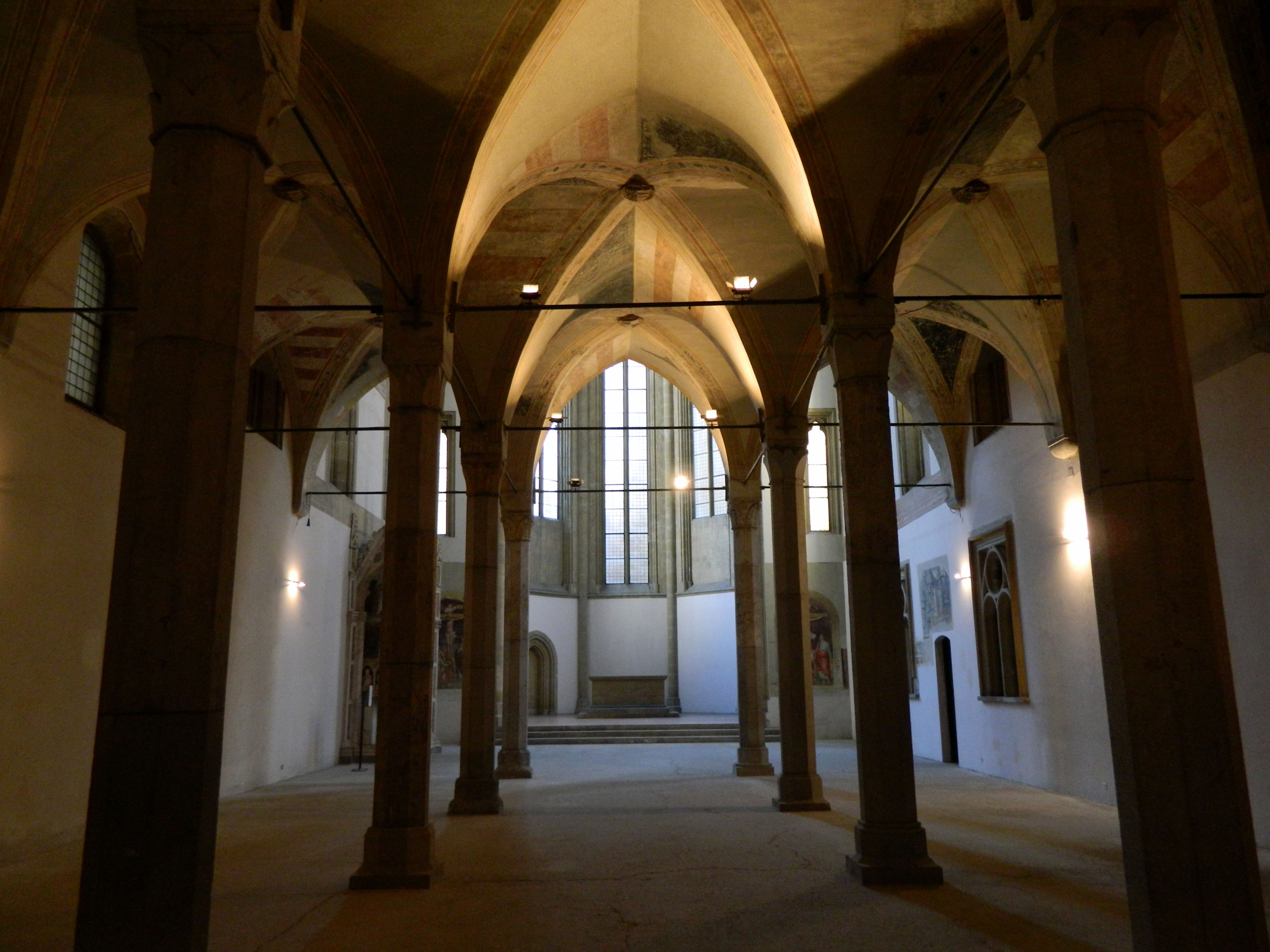
Intérieur
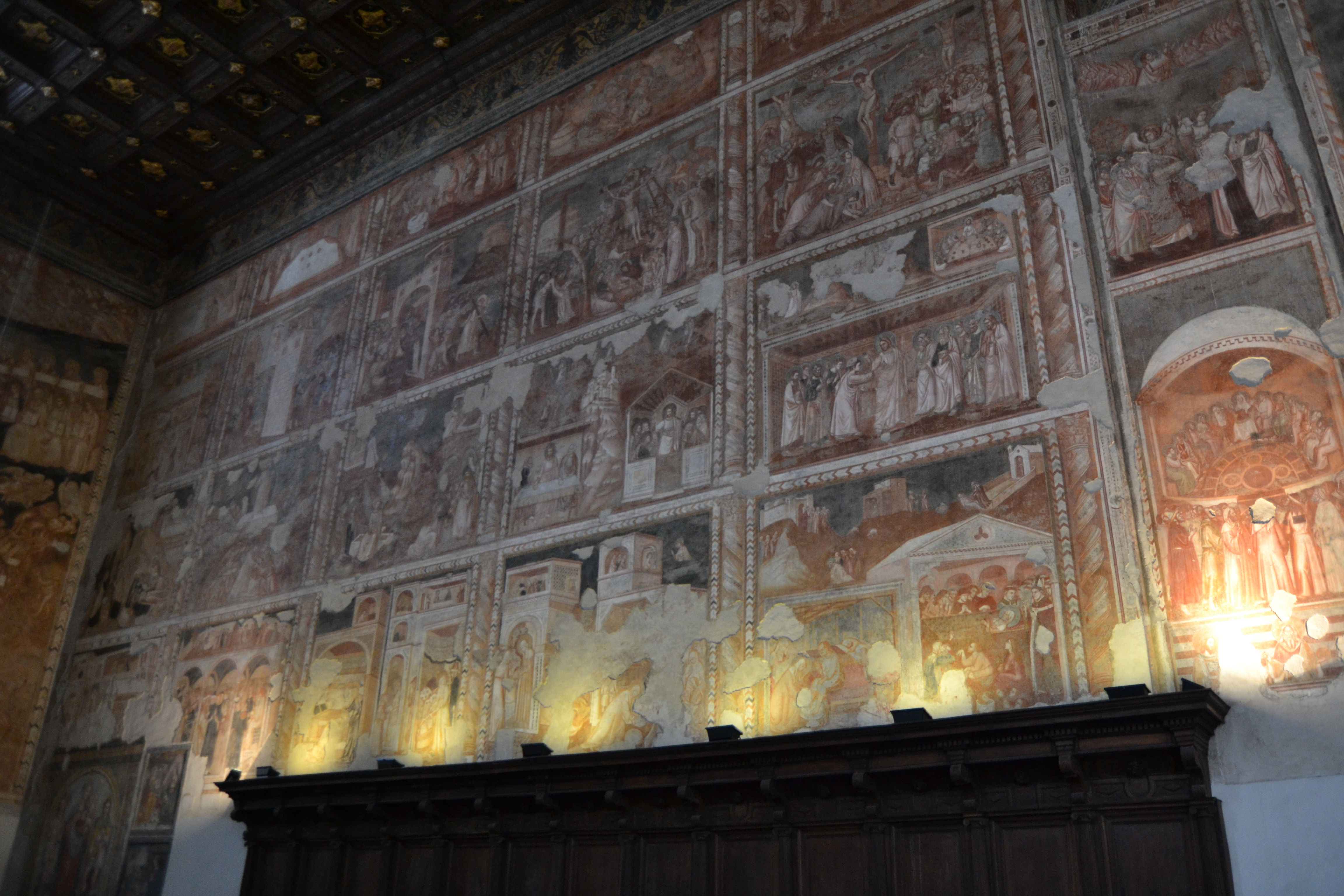
Fresques
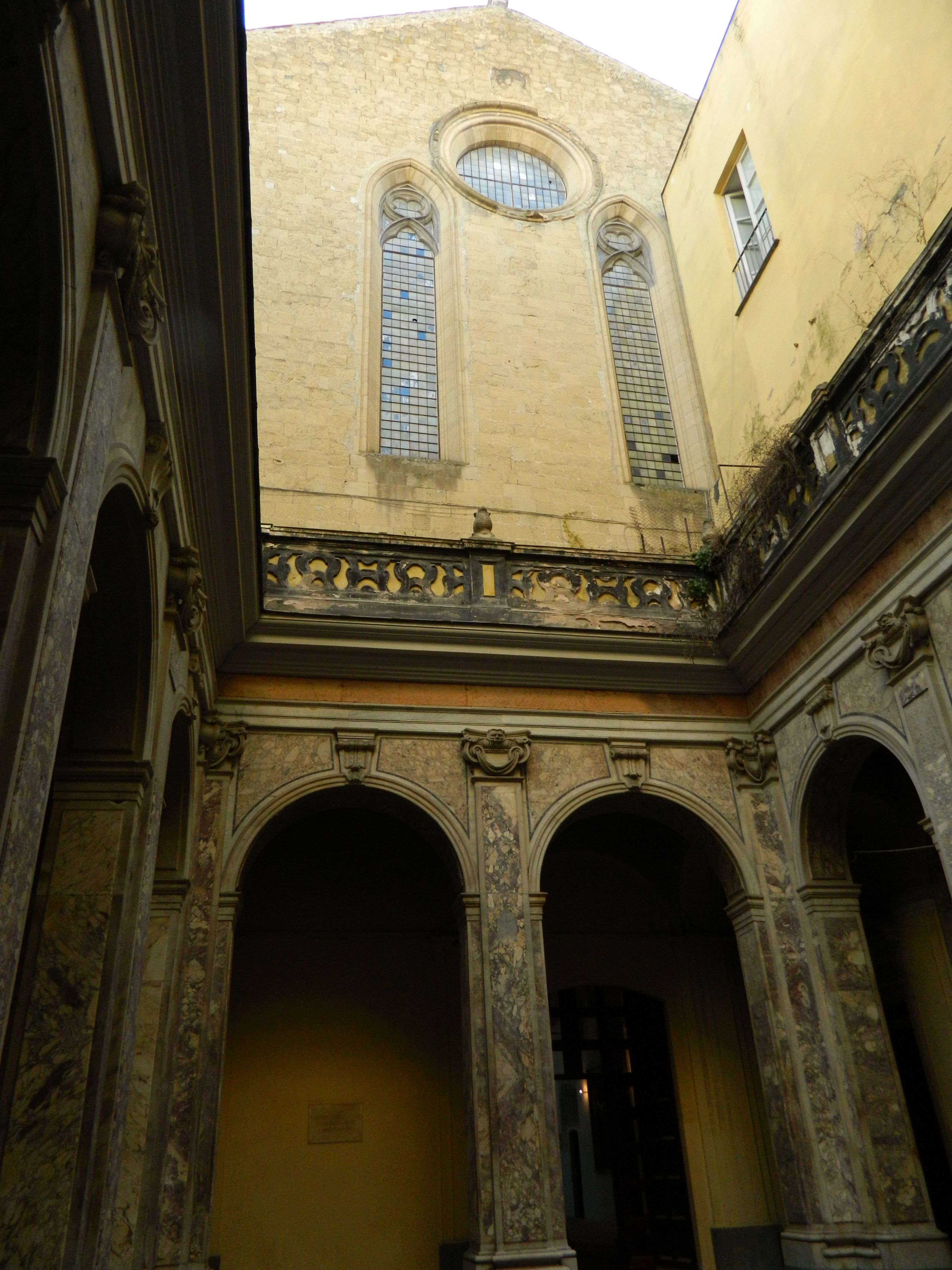
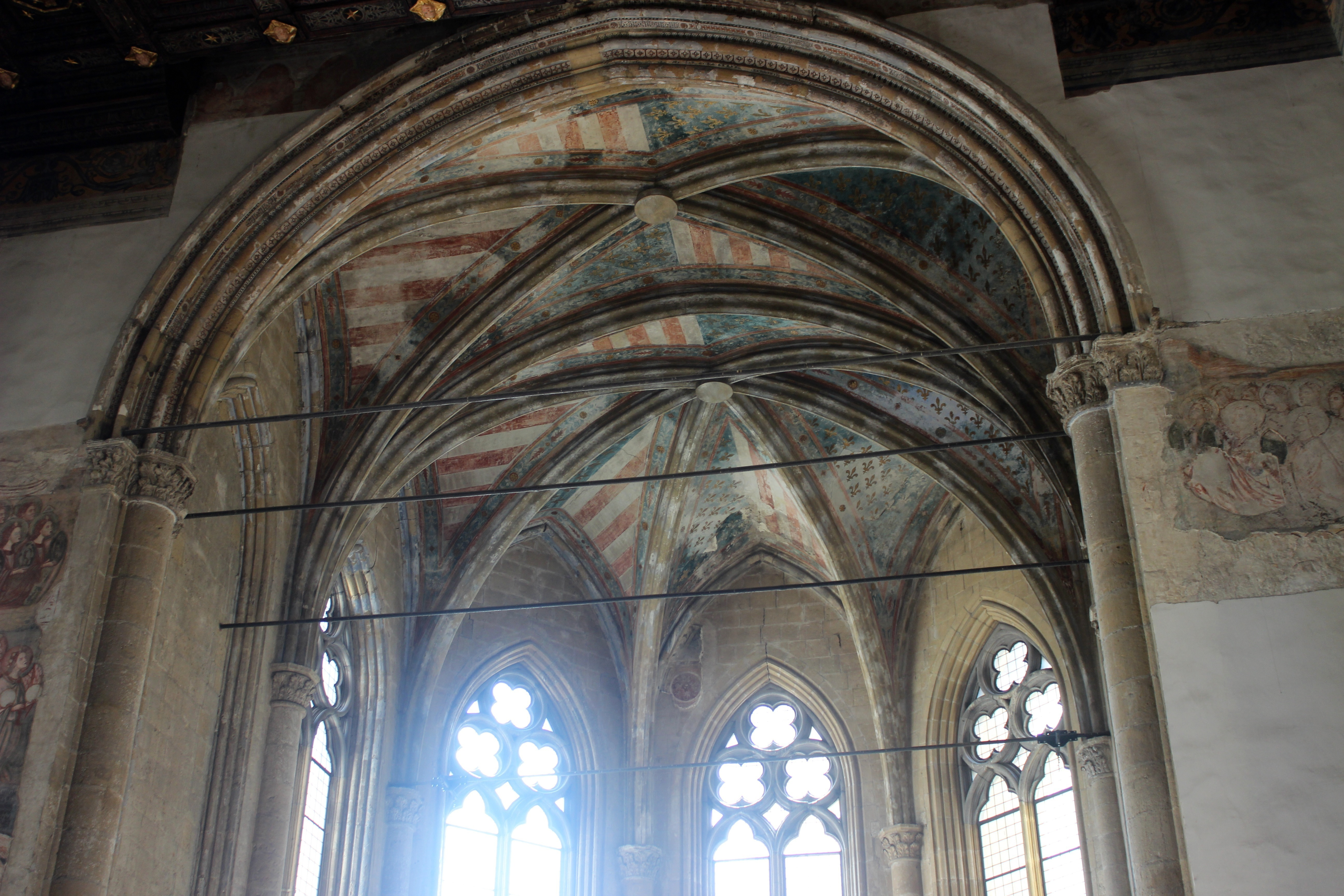

## Remarques
1. ↑  Sopraintendenza per i beni artistici e culturali, Napoli Sacra, Naples, Elio di Rosa, 1993

## Sources
- Ferdinando Bologna, I pittori alla corte angioina di Napoli (1266-1414), Rome, 1969
- E. Carelli et S. Casiello, Santa Maria di Donnaregina a Napoli, Naples, 1975

### Source de traduction
- (en) Cet article est partiellement ou en totalité issu de l’article de Wikipédia en anglais intitulé « Santa Maria Donna Regina Vecchia » (voir la liste des auteurs).